# Vaudricourt (Somma)
Vaudricourt – miejscowość i gmina we Francji, w regionie Hauts-de-France, w departamencie Somma.
Według danych na rok 2011 gminę zamieszkiwały 403 osoby, a gęstość zaludnienia wynosiła 135 osób/km² (wśród 2293 gmin Pikardii Vaudricourt plasuje się na 560. miejscu pod względem liczby ludności, natomiast pod względem powierzchni na miejscu 1056.).